# マット・ヘルダース
マット・ヘルダース（Matt Helders, 1986年5月7日 - ）は、イギリスのミュージシャン。アークティック・モンキーズのドラマー。

## 人物
ヘルダースのドラム・スタイルは、ジョン・ボーナムの影響を強く受けていると公言している。テクノ・クラブミュージックなども好み、DJとしても活動している。初期は垢抜けない服装をしていたが、現在は自身でファッションデザインのプロデュースをするまでになる。
2013年5月に婚約を発表、2015年10月に娘が誕生。
2016年6月11日にイタリアで結婚したが、2019年1月16日に離婚。

## ディスコグラフィ

### アルバム
- Late Night Tales: Matt Helders (2008)

### シングル
- "Dreamer" (featuring Nesreen Shah) (2008)

### プロデュース
- Good Cop Bad Cop – Good Cop Bad Cop (2019)

### サポート
- Mongrel – "Barcode" (featuring Pariz 1, Tor Cesay, Mpho, Saul Williams and Matt Helders) (2008)
- Mongrel – "The Menace" (featuring Lowkey and Matt Helders) (2008)
- Toddla T – "Boom Dj From The Steel City" (2009)
- Toddla T – "Better" (2009)
- Iggy Pop – Post Pop Depression (2016)
- The Last Shadow Puppets – Everything You've Come to Expect (2016)
- Lady Gaga – "Diamond Heart" (2016)
- Good Cop Bad Cop – Good Cop Bad Cop (2019)

### リミックス
- The Hives – "We Rule The World (T.H.E.H.I.V.E.S.)" (2008)
- We Are Scientists – "Chick Lit" (2008)
- Roots Manuva – "Again & Again" (2008)
- Duran Duran – "Skin Divers" (2008)
- Yo Majesty – "Club Action" (2009)
- Wet Nuns – "Don't Wanna See Your Face" (2011)
- Paul Weller – "That Dangerous Age" (2011)